# رائد القطناني
رائد القطناني (1973-) فنان تشكيلي فلسطيني من مواليد مدينة دمشق، ينتمي إلى عائلة فلسطينية مهجرة تنحدر أصولها من قرية يازور في قضاء مدينة يافا الفلسطينية. عاش جزءًا كبيرًا من حياته في دمشق، حيث أكمل جميع مراحل حياته الأكاديمية والمهنية الوظيفية. تخرج عام 1995 من قسم التصميم الإعلاني بكلية الفنون الجميلة بجامعة دمشق، وعمل كمدرس في معهد تدريب دمشق التابع لوكالة الغوث الدولية في سوريا. وانتقل إلى عمان بحثًا عن فرص عمل بسبب الأحداث الجارية في سوريا. وفي عام 2015 أقام أول معرض له في عمان، حيث بدأت مسيرته الفنية الحقيقية من الأردن.

## أسلوبه الفني
لا يعتمد القطناني درجات لونية كثيرة، ولا يوجد في أعماله صخب لوني. قهو يعتمد منهج التقشف في الألوان والتركيز على الفكرة، فيستثمر اللون في نطاق إيضاح الفكرة المقصودة. أما عن المدرسة التي تأثر بها فهي المدرسة التعبيرية، لأنه يسعى إلى إيصال رسالة فكرية، أو سياسية أو وطنية يقوم بطرحها من خلال أعماله. لديه قناعة فيما لو كان بصدد عمل فني وبذهنه فكرة معينة قد تتغير هذه الفكرة ويتغير اللون أو جزء من العناصر الرئيسية بمجرد ما بدأ العمل. بقناعته، اللوحة هي التي ترسم نفسها.

## معارضه
أقام عدداً من المعارض الفردية، أهمها:
معرض زهر اللوز، قاعة بلدية كنزنجتون، لندن عام 2017، معرض حنين في المركز الثقافي الملكي، الزرقاء عام 2016، معرض القدس مدينة الأحزان، قاعة بلدية بينديك، إسطنبول عام 2018. (2015)، معرض جذور، جاليري رأس العين عام 2015.
وكذلك شارك بعدد من المعارض الجماعية منها:
معرض مهرجان لمة، الأردن عام 2020، معرض مهرجان الزيتون، جربا تونس عام 2019، معرض تحية لشكري بلعيد، تونس عام 2019، معرض فلسطين حكاية ولون، تركيا عام 2018، معرض منارة العرب، جاليري رأس العين عام 2017، معرض فلسطين حكاية ولون، البوسنة عام 2017، معرض تحية إلى درويش، كييف أوكرانيا عام 2016.

## جوائز
حاز القطناني على المركز الرابع في مسابقة مجلس الذهب العالمي لتصميم المجوهرات، لازوردي، لبنان عام 2000، والمركز الأول لأفضل بطاقة معايدة على مستوى الشركات، الاتحاد الأوروبي، هولندا عام 2005.